# モンスターキングダム・ジュエルサモナー
『モンスターキングダム・ジュエルサモナー』（Monster Kingdom Jewel Summoner）はPlayStation Portable用のコンピュータRPG。日本では2006年2月23日に発売された。北米では2007年2月発売。

## 概要
女神転生シリーズで有名な岡田耕始が新会社ガイアで初めて制作したゲーム。敵として出現するモンスターを「マテリアル」というアイテムでジュエルにし、自分の味方にすることができる。モンスターは従来のRPGのように戦闘で成長するだけではなく、実時間と連動した「練成」によりさまざまなカスタマイズが可能。10人の豪華作曲スタッフを起用した事でも話題になった。ファミ通（3月3日号）のクロスレビューにて、「9・9・8・9点」でプラチナ殿堂入り。

## ストーリー
はるかな昔、人とモンスターがともに暮らす時代があった。しかし、巨大な災いが降りかかり、多くの人が死に、モンスターたちはジュエルと呼ばれる力を秘めた宝石を残して消えていった。わずかに生き延びた人々はそのジュエルから力を取り出す「ジュエル導力」を使い、少しずつ復興への道を歩んでいった。
時は流れ、平和を取り戻しつつある世界を「シナー」と呼ばれる脅威が襲った。「シナー」はジュエルからモンスターを呼び出し、人々を脅かしつつあった。
やがてジュエルを研究していた組織「修道会」はジュエルからモンスターを晶喚させ、戦わせることのできるジュエルサモナーを誕生させた。

## 練成システム
練成工房ではジュエルモンスターに他のジュエルを融合することでジュエルモンスターのカスタマイズが出来る。融合練成は様々な属性の力を持つクオーツを融合することでさまざまな特殊能力を付加する事ができる。氷のクォーツをセットすれば火属性のモンスターでも氷属性の技を習得させることも可能（その代わり練成には時間がかかる）。
この融合練成は融合後、ある程度の実時間を要する。寝る前に練成をセットしておいて起きたら練成が完了し、モンスターがパワーアップしているという新しいプレイスタイルを提唱している。強化練成はAP（アルケミーパワー）を消費して、アビリティの強化、パラメータの強化、経験値の強化ができる。これは時間はかからずその場で完了する。

## フレキシブル・ターン・バトル
戦闘では基本的にはモンスターの素早さに応じて行動順が決まる。しかし、弱点を突くと、モンスターは戦闘態勢を崩されて行動順が遅くなる（後退）。逆に弱点を突いた方は次の行動順を早くすることが出来る。行動順を遅らされすぎたモンスターは「怒り」状態になって、一定時間「後退」を受け付けなくなる。怒り状態に気をつけながら相手の弱点を上手く突くことで戦闘を有利に進めることができる。

## 主な登場キャラクター
ヴァイス
声：千葉進歩
本作の主人公。子供の頃に母親をシナーに殺されて以来、母の仇の「翼の生えたシナー」を追っている。
リン
声：雪野五月
南国で育った女性でシャーマン的な素養がある。故郷の島にはシナーの脅威によって世界が滅びるという預言があり、危機を感じた彼女はジュエルサモナーになるべく修道会へと入る。時々意識を失って預言めいた言葉をしゃべる。
グレイ
声：鳥海浩輔
修道会に在籍するサモナー候補生の一人。主人公のヴァイスにライバル意識を持っている。
エリシア
声：堀江由衣
修道会最年少のサモナー候補生。明るいが、自己中心的な性格。
バーズ
声：大川透
ジュエルサモナーを目指す学生。大人びた風貌で落ち着いた性格。
委員長
声：うえだゆうじ
サモナー候補生。真面目な性格でみんなから委員長と言われている。
ラズニ
声：小川真司
修道会のリーダーでもある賢者。
ミカエラ
声：川澄綾子
修道会のジュエルマイスター。練成を担当してくれる。慎重派のため、融合練成にかかる時間は長いが、成功率は高い。強化練成ではパラメータの強化ができる。
ジェロウ
声：緒方賢一
ジュエルマイスターの練成記述の基礎を築いた導力学者。融合練成にかかる時間は短いが、失敗も多い。強化練成ではアビリティを強化できる。
アンジュ
声：平松晶子
サモナー候補生たちの先生。主人公たちにジュエルサモナーの基本を教え、導いてくれる。
ジカード
声：中田譲治
赤い仮面と装束に身を包んだ謎の男。

## 開発スタッフ
- クリエイティブプロデューサー - 岡田耕始
- ディレクター - 鳥山晃之
- シナリオ - 逢巳則之

## 作曲スタッフ
- 細江慎治（リッジレーサーシリーズ、スパイクアウトバトルストリート 他）
- 崎元仁（ファイナルファンタジーXII、グラディウスV 他）
- 光田康典（クロノ・トリガー、クロノ・クロス、ゼノギアス 他）
- 伊藤賢治（新約 聖剣伝説、カルドセプト セカンド 他）
- 下村陽子（ストリートファイターII、フロントミッション 他）
- 岩田匡治（オウガバトルシリーズ、ファイナルファンタジータクティクス 他）
- 増子司（真・女神転生シリーズ 他）
- 鈴木康行（巨人のドシン、太陽のしっぽ 他）
- 佐宗綾子（ストリートファイターEX、ファントム・キングダム 他）
- 緒方貴宏（魔剣X、真・女神転生 NINE 他）

## その他
PlayStation 3用ソフト『FolksSoul -失われた伝承-』は、開発初期のタイトル名が本作と同じ「モンスターキングダム」を題した『MONSTER KINGDOM UNKNOWN REALMS（仮）』となっていたが、後にタイトルが変更された。本作との関連性は不明。